# Choi Yo-seb
Đây là một tên người Triều Tiên, họ là Choi.
Choi Jin-ho (tiếng Hàn Quốc: 최진호; sinh ngày 22 tháng 9 năm 1989) là một cầu thủ bóng đá Hàn Quốc hiện tại thi đấu cho Sangju Sangmu ở vị trí tiền đạo.

## Sự nghiệp câu lạc bộ
Choi gia nhập Busan I'Park năm 2011, và ra sân lần đầu tiên tại giải vô địch ngày 6 tháng 3 năm 2011, vào sân từ ghế dự bị trong chiến thắng của Busan trên sân khách trước Jeju United. Tại một trong những lần ra sân từ đầu năm 2011, khi phần lớn lần ra sân đều từ ghế dự bị, Choi ghi bàn thắng chuyên nghiệp đầu tiên trong trận đấu tại Cúp Liên đoàn bóng đá Hàn Quốc 2011 trước Gangwon FC, giúp đội bóng của anh có chiến thắng 2-0.

## Thống kê sự nghiệp câu lạc bộ
Tính đến 13 tháng 12 năm 2014
| Thành tích câu lạc bộ | Thành tích câu lạc bộ | Thành tích câu lạc bộ | Giải vô địch | Giải vô địch | Cúp     | Cúp       | Cúp Liên đoàn | Cúp Liên đoàn | Tổng cộng | Tổng cộng |
| Mùa giải              | Câu lạc bộ            | Giải vô địch          | Số trận      | Bàn thắng    | Số trận | Bàn thắng | Số trận       | Bàn thắng     | Số trận   | Bàn thắng |
| Hàn Quốc              | Hàn Quốc              | Hàn Quốc              | Giải vô địch | Giải vô địch | Cúp KFA | Cúp KFA   | Cúp Liên đoàn | Cúp Liên đoàn | Tổng cộng | Tổng cộng |
| --------------------- | --------------------- | --------------------- | ------------ | ------------ | ------- | --------- | ------------- | ------------- | --------- | --------- |
| 2011                  | Busan I'Park          | K League 1            | 8            | 0            | 1       | 0         | 4             | 1             | 13        | 1         |
| 2012                  | Busan I'Park          | K League 1            | 7            | 1            | 4       | 1         | -             | -             | 11        | 2         |
| 2013                  | Gangwon FC            | K League 1            | 24           | 6            | 0       | 0         | -             | -             | 24        | 6         |
| 2014                  | Gangwon FC            | K League 2            | 33           | 13           | 3       | 1         | -             | -             | 36        | 14        |
| Tổng cộng sự nghiệp   | Tổng cộng sự nghiệp   | Tổng cộng sự nghiệp   | 72           | 20           | 8       | 2         | 4             | 1             | 84        | 23        |